# Redstone Arsenal
Redstone Arsenal é um posto do Exército dos Estados Unidos e uma região censitária localizada no estado do Alabama, adjacente a Huntsville, no Condado de Madison.
Estabelecido durante a Segunda Guerra Mundial como uma instalação de fabricação de munições, no imediato pós-guerra, o Arsenal foi usado para pesquisa e desenvolvimento, por cientistas alemães que haviam sido trazidos para os EUA, como parte da Operação Paperclip. O grupo trabalhou primeiro em mísseis balísticos, começando com os derivados do foguete V-2, antes de passar para uma série de projetos cada vez maiores. Muitos de seus testes foram realizados em White Sands Missile Range, e os voos entre os dois locais eram frequentes. No final de 1956, o Exército foi liberado da maioria de seus mísseis balísticos em favor de armas semelhantes operadas pela Força Aérea dos EUA.
A equipe de projeto alemã foi separada e passou a fazer parte da recém-fundada NASA (National Aeronautics and Space Administration). A Guerra Fria havia se transferido para o espaço, e os EUA pretendiam competir com a União Soviética. O Arsenal serviu como o principal local para o projeto de veículos de lançamento espacial na década de 1960.

## Demografia
Segundo o censo americano de 2000, a sua população era de 2365 habitantes.

## Geografia
De acordo com o United States Census Bureau, a localidade tem uma área de 20,4 km², sem área coberta por água.

## Localidades na vizinhança
O diagrama seguinte representa as localidades num raio de 24 km ao redor de Redstone Arsenal.